# Pseudoplacopsilina
Pseudoplacopsilina es un género de foraminífero bentónico considerado un sinónimo posterior de Tholosina de la subfamilia Tholosininae, de la familia Saccamminidae, de la superfamilia Saccamminoidea, del suborden Saccamminina y del orden Astrorhizida. Su especie tipo era Placopsilina bulla. Su rango cronoestratigráfico abarcaba el Holoceno.

## Discusión
Clasificaciones previas incluían Pseudoplacopsilina en la subfamilia Hemisphaerammininae, de la familia Hemisphaeramminidae, de la superfamilia Astrorhizoidea, así como en el suborden Textulariina del orden Textulariida.

## Clasificación
Pseudoplacopsilina incluía a la siguiente especie:
- Pseudoplacopsilina bulla